# Stenolemus longicornis
Stenolemus longicornis är en insektsart som först beskrevs av Willis Blatchley 1925.  Stenolemus longicornis ingår i släktet Stenolemus och familjen rovskinnbaggar. Inga underarter finns listade i Catalogue of Life.